# Glaine-Montaigut
Glaine-Montaigut é uma comuna francesa na região administrativa de Auvérnia-Ródano-Alpes, no departamento Puy-de-Dôme. Estende-se por uma área de 12,76 km². Em 2010 a comuna tinha 592 habitantes (densidade: 46,4 hab./km²).